# Ectoneura pallidula
Ectoneura pallidula är en kackerlacksart som beskrevs av Morgan Hebard 1943. Ectoneura pallidula ingår i släktet Ectoneura och familjen småkackerlackor. Inga underarter finns listade i Catalogue of Life.